# James Colebrooke
Sir James Edward Colebrooke, 1er baronnet (21 juillet 1722  - 10 mai 1761)  est un homme politique britannique qui siège à la Chambre des communes de 1751 à 1761.

## Jeunesse
Il est le fils de James Colebrooke, de Chilham Castle, Kent , un banquier privé très important à Londres et de sa femme Mary Hudson. Lui et son frère George font leurs études à l'université de Leyde et à son retour en Grande-Bretagne, il épouse Mary Skynner, fille et cohéritière de Stephen Skynner de Walthamstow, Essex, et Mary Remington, en mai 1747.

## Carrière
Peu de temps après, il achète Gatton Park de William Newland, avec la propriété de l'arrondissement de Gatton, et le privilège d'envoyer deux députés à la Chambre des communes . Il exerce dûment le privilège, siégeant à la Chambre des communes de 1751 à 1761.
Sir James est investi comme chevalier et créé 1er baronnet Colebrooke, de Gatton, comté de Surrey (Grande-Bretagne) le 12 octobre 1759, avec un reste spécial à son frère, George. Il laisse deux filles, Emma, Lady Tankerville qui est botaniste et Mary (1750–1781), qui épouse Sir John Aubrey. À sa mort en 1761, la baronnie et Gatton Park passent à son frère George.